# Paso de la Arena

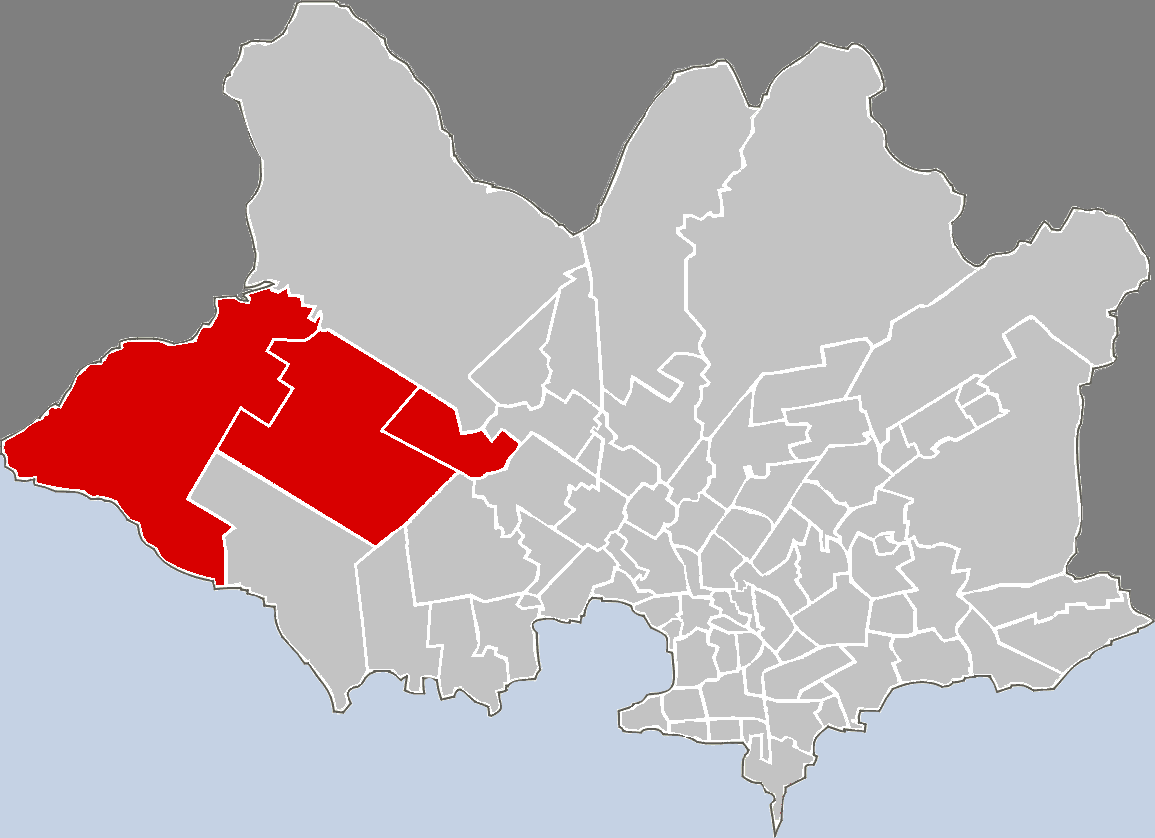
Lage von Paso de la Arena in Montevideo

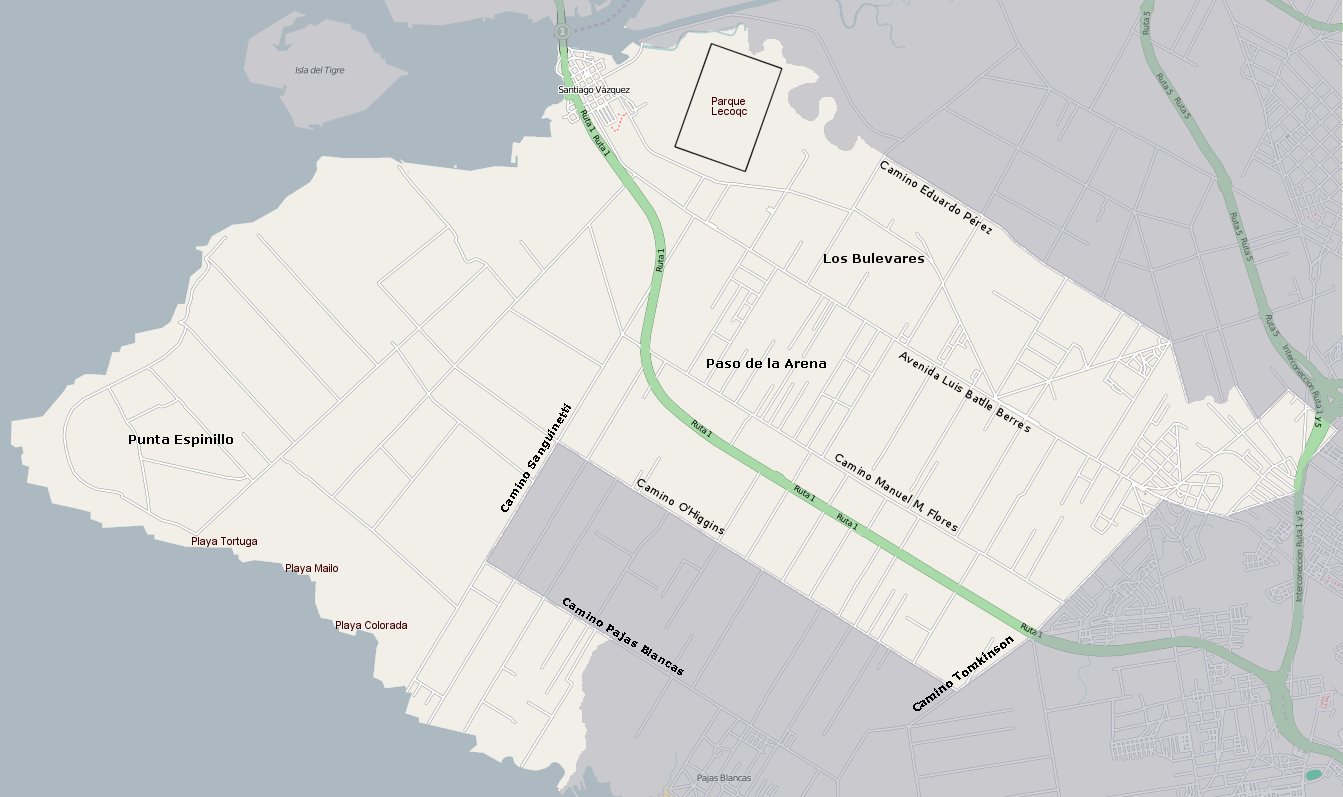
Karte von Paso de la Arena

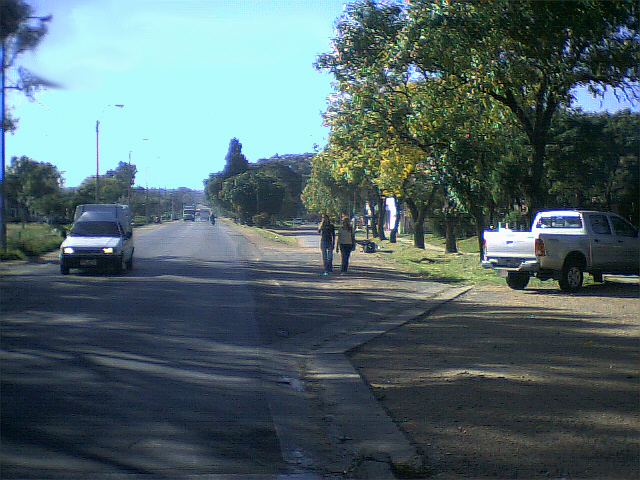
Av. Batlle Berres in Paso de la Arena nahe dem Arroyo Pantanoso.

Paso de la Arena ist ein Stadtviertel (barrio) der uruguayischen Hauptstadt Montevideo.

## Lage
Es befindet sich im äußersten Westen des Departamentos Montevideo. Paso de la Arena grenzt dabei im Süden und Südwesten an die Küste des Río de la Plata sowie an die Stadtteile Casabó - Pajas Blancas und La Paloma - Tomkinson. Während im Osten Nuevo París und Conciliación anschließen, führt im Nordosten Lezica - Melilla das Stadtgebiet fort. Nördlich bis nordwestlich schließt sich, getrennt durch die Mündung des Río Santa Lucía, das Gebiet des Departamento San José an. Das Gebiet von Paso de la Arena ist dem Municipio A zugeordnet.

## Infrastruktur

### Verkehr
Durch Paso de la Arena verläuft die Fernstraße Ruta 1. Im Osten des Viertels befindet sich die Verzweigung mit der Ruta 5.

### Sport
In Paso de la Arena ist der Fußballverein Huracán Football Club ansässig.

## Persönlichkeiten
Paso de la Arena war jahrelanger Lebensmittelpunkt u. a. von Ex-Präsident Luis Batlle Berres, der dort ein Landhaus besaß sowie vom ebenfalls Ex-Präsidenten José „Pepe“ Mujica und dessen Frau Lucía Topolansky, die dort auf einer kleinen Finca lebten.